# Финансијско право
Финансијско право је грана права која уређује финансијску делатност, односно уређује правне норме за прикупљање, расподелу и трошење државних средстава. Финансијско право спада под област јавног права.
Финансијско право може се поделити на два битна начина. Прва подела би била на:
- домаће (или национално) финансијско право - норме које су део домаћег правног система и уређују неке гране финансијске делатности у држави
- међународно финансијско право - норме које регулишу међународне финансијске односе између држава и/или међународних организација и држава

Друга битна подела била на:
- опште финансијско право - која означава скуп свих правних прописа којима се утврђују општа начела финансијског система државе
- посебне делове финансијског права - уређују посебне целине финанскијског права попут девизног права, пореског права, буџетског права

Даље поделе се могу изводити унутар посебних делова финансијског права, па тако унутар пореског права може се поделити на опште пореско право (где се урећује ко су обавезници, пореске основице и стопе), док посебно пореско право обухвата процесне норме којима се уређује како се утврђује, наплаћује и контролише процес наплате пореза).